# Casomorphin

β-casomorphin 7 từ sữa bò, là loại casomorphin chứa 7 amino acid trong chuỗi peptid.

Casomorphin là các peptid là sản phẩm phân hủy từ casein protein sữa.
Hiện chưa có bằng chứng rõ ràng về việc các peptid này gây ảnh hưởng xấu đến sức khỏe con người.

## Sức khỏe
Các enzym phân cắt casein thành các peptid có hoạt tính sinh học đối với tế bào và động vật thí nghiệm. Chưa phát hiện thấy tác động đến sức khỏe con người chúng cũng không ngăn cản sự tạo thành hệ tiêu hóa trên người.

## Các dạng casomorphin đã biết

### β-Casomorphin 1-3
- Cấu trúc: H-Tyr-Pro-Phe-OH
- Công thức hóa học: C23H27N3O5
- Khối lượng phân tử: 425,48 g/mol

### β-casomorphin 1-4 trong sữa bò
- Cấu trúc: H-Tyr-Pro-Phe-Pro-OH
- Công thức hóa học: C28H35N4O6
- Khối lượng phân tử: 522,.61 g/mol

### β-casomorphin 1-4, amid trong sữa bò
- Cấu trúc: H-Tyr-Pro-Phe-Pro-NH2
- Công thức hóa học: C28H35N5O5
- Khối lượng phân tử: 521,6 g/mol

Còn được gọi là morphiceptin.

### β-casomorphin 5 trong sữa bò
- Cấu trúc: H-Tyr-Pro-Phe-Pro-Gly-OH
- Công thức hóa học: C30H37N5O7
- Khối lượng phân tử: 594,66 g/mol

### β-casomorphin 7 trong sữa bò
- Cấu trúc: H-Tyr-Pro-Phe-Pro-Gly-Pro-Ile-OH
- Công thức hóa học: C41H55N7O9
- Khối lượng phân tử: 789,9 g/mol

### β-casomorphin 8 trong sữa bò
- Cấu trúc: H-Tyr-Pro-Phe-Pro-Gly-Pro-Ile-Pro-OH
- Công thức hóa học: C46H62N8O10
- Khối lượng phân tử: 887,00 g/mol